# Patrick Rölli
Patrick Rölli (* 30. Oktober 1972 in Luzern) ist ein ehemaliger Schweizer Skilangläufer.

## Werdegang
Rölli, der für den SC Horw startete, trat international erstmals bei den Nordischen Junioren-Skiweltmeisterschaften 1992 in Vuokatti in Erscheinung. Dort belegte er den 24. Platz über 30 km Freistil. Sein Debüt im Weltcup hatte er im Januar 1993 in Ulrichen, welches er auf dem 78. Platz über 15 km klassisch beendete. In den folgenden Jahren nahm er vorwiegend am Continental-Cup teil. Dabei erreichte er im Januar 1996 in Furtwangen mit dem dritten Platz über 15 km klassisch seine einzige Podestplatzierung in dieser Rennserie. In der Saison 1998/99 holte er in Engelberg mit dem 25. Platz seine ersten Weltcuppunkte. Beim Saisonhöhepunkt, den Nordischen Skiweltmeisterschaften 1999 in Ramsau am Dachstein, kam er auf den 31. Platz über 50 km klassisch, auf den 24. Rang über 30 km Freistil und zusammen mit Wilhelm Aschwanden, Beat Koch und Patrick Mächler auf den neunten Platz in der Staffel. Im März 1999 holte er bei den Schweizer Meisterschaften in Silvaplana mit dem zweiten Platz über 50 km Freistil seine erste Medaille bei Schweizer Meisterschaften. In der folgenden Saison erreichte er mit dem sechsten Platz beim Transjurassienne seine beste Einzelplatzierung im Weltcup und zum Saisonende mit dem 69. Platz im Gesamtweltcup sein bestes Gesamtergebnis. Im Februar 2000 gewann er im Val de Travers über 30 km Freistil seinen einzigen Schweizer Meistertitel. Zudem holte er Bronze über 50 km klassisch und Silber in der Doppelverfolgung. In der Saison 2000/01 belegte er bei den Nordischen Skiweltmeisterschaften 2001 in Lahti den 22. Platz über 50 km Freistil und zusammen mit Reto Burgermeister, Patrik Mächler und Gion-Andrea Bundi den achten Rang in der Staffel und gewann bei den Schweizer Meisterschaften 2001 in Campra Silber über 30 km klassisch. Bei den Olympischen Winterspielen im Februar 2002 in Salt Lake City lief er auf den 45. Platz über 50 km klassisch und auf den 39. Rang im 30-km-Massenstartrennen. Seine letzten Weltcuprennen absolvierte er zu Beginn der Saison 2002/03 in Davos, die er auf dem 74. Platz über 15 km Freistil und auf dem 16. Rang mit der Staffel beendete. Im Februar 2003 siegte er beim Transjurassienne. Bei den Schweizer Meisterschaften 2003 in Lötschental zum Saisonende gewann er nochmals Bronze über 50 km Freistil. Im folgenden Jahr triumphierte er beim König-Ludwig-Lauf über 50 km Freistil.

## Erfolge

### Teilnahmen an Weltmeisterschaften und Olympischen Winterspielen

#### Olympische Winterspiele
- 2002 Salt Lake City: 39. Platz 30 km Freistil Massenstart, 45. Platz 50 km klassisch

#### Nordische Skiweltmeisterschaften
- 1999 Ramsau: 9. Platz Staffel, 24. Platz 30 km Freistil, 31. Platz 50 km klassisch
- 2001 Lahti: 8. Platz Staffel, 22. Platz 50 km Freistil

### Siege bei Skimarathon-Rennen
- 2000 Gommerlauf 21 km Freistil
- 2003 Transjurassienne 76 km Freistil
- 2004 König-Ludwig-Lauf 50 km Freistil

### Weltcup-Gesamtplatzierungen
| Saison    | Gesamt | Gesamt | Langdistanz | Langdistanz | Sprint | Sprint |
| Saison    | Punkte | Platz  | Punkte      | Platz       | Punkte | Platz  |
| --------- | ------ | ------ | ----------- | ----------- | ------ | ------ |
| 1998/99   | 7      | 93     | 7           | 61.         | 6      | 96.    |
| 1999/2000 | 43     | 69.    | 43          | 27.         | –      | –      |
| 2000/01   | 21     | 86.    | –           | –           | –      | –      |
| 2001/02   | 7      | 123.   | –           | –           | –      | –      |